# 施馬爾巴赫河

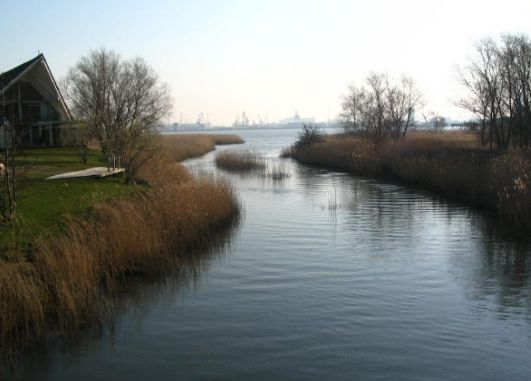
施馬爾巴赫河

54°08′38″N 12°04′59″E / 54.1438°N 12.0831°E
施馬爾巴赫河（德語：Schmarler Bach），是德國的河流，位於該國東北部，由梅克倫堡-前波美拉尼亞州負責管轄，河道全長約8公里，流域面積22平方公里。